# Erik Kennet Pålsson
Erik Kennet Pålsson, född 14 december 1944 i Ljungsgård nära Helsingborg, död 17 oktober 2023, var en katolsk diakon och författare i Sverige. Pålsson konverterade till katolicismen den 15 januari 1966 i S:t Thomas kapellförsamling i Malmö och konfirmerades i februari samma år.

## Karriär inom katolska kyrkan
Pålsson började sin karriär som lektor och kateket 1966. Från 1970 förberedde han undervisning tillsammans med Anders Arborelius. 1973 flyttade han till Helsingborg och blev lektor och kateket i S:t Clemens församling från 1976. Han introducerade konceptet med intensivundervisning i församlingen 1976.
1979 blev Pålsson direktor för Katolska pedagogiska nämnden (KPN) på förfrågan av biskop Hubertus Brandenburg. Han flyttade då till Stockholm och blev stiftets första anställda lekman. Under hans ledning publicerade Katolska pedagogiska nämnden bland annat den Nordiska Katekesen, Katolsk Tro och Trons Pedagogik.
Pålsson diakonvigdes i Vadstena 1982 och tjänstgjorde som diakon i Domkyrkoförsamlingen fram till 2000. 1991 grundade han en kapellförsamling i Haninge, som år 2000 blev den Heliga familjens Församling med Pålsson som dess första administrator.

## Författarskap och uppdrag
Erik Kennet Pålsson publicerade tio böcker och skrifter, inklusive biografier om Bernadette av Lourdes, Niels Steensen och Jacques Maritain. Hans verk behandlar olika aspekter av katolsk tro och historia.
Pålsson hade flera långvariga uppdrag, bland annat i Katolska liturgiska nämnden från 1983, i dialogen med Pingstkyrkan från 2003, och i Läkarmissionens styrelse från 2015. Han var även engagerad i Prästrådet från 1982 till 2015 och i Svenska Soldathemsförbundet från 1999 till 2018.